# Чемпионат России по биатлону 2011/2012

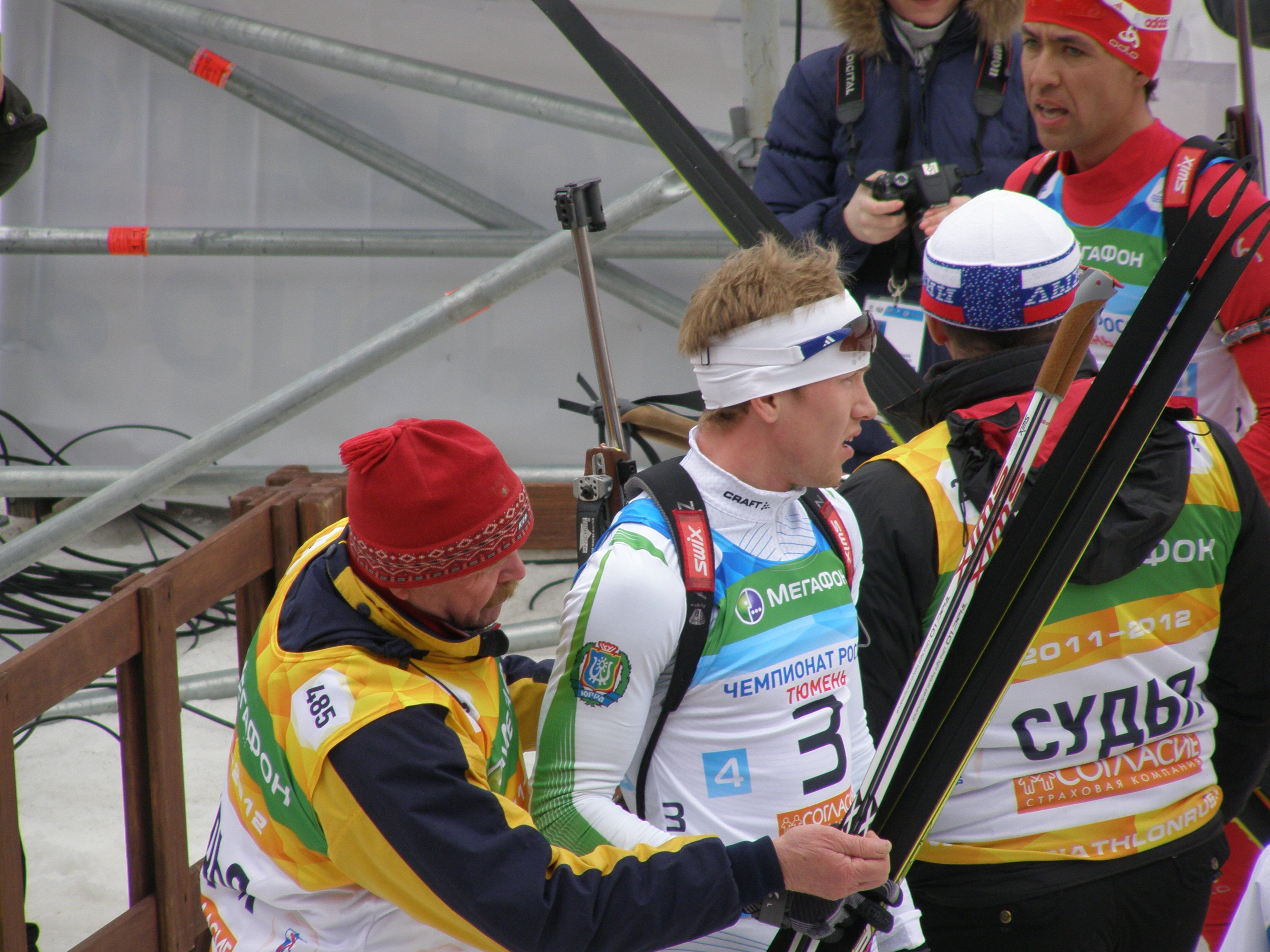
Спортсмены-участники.

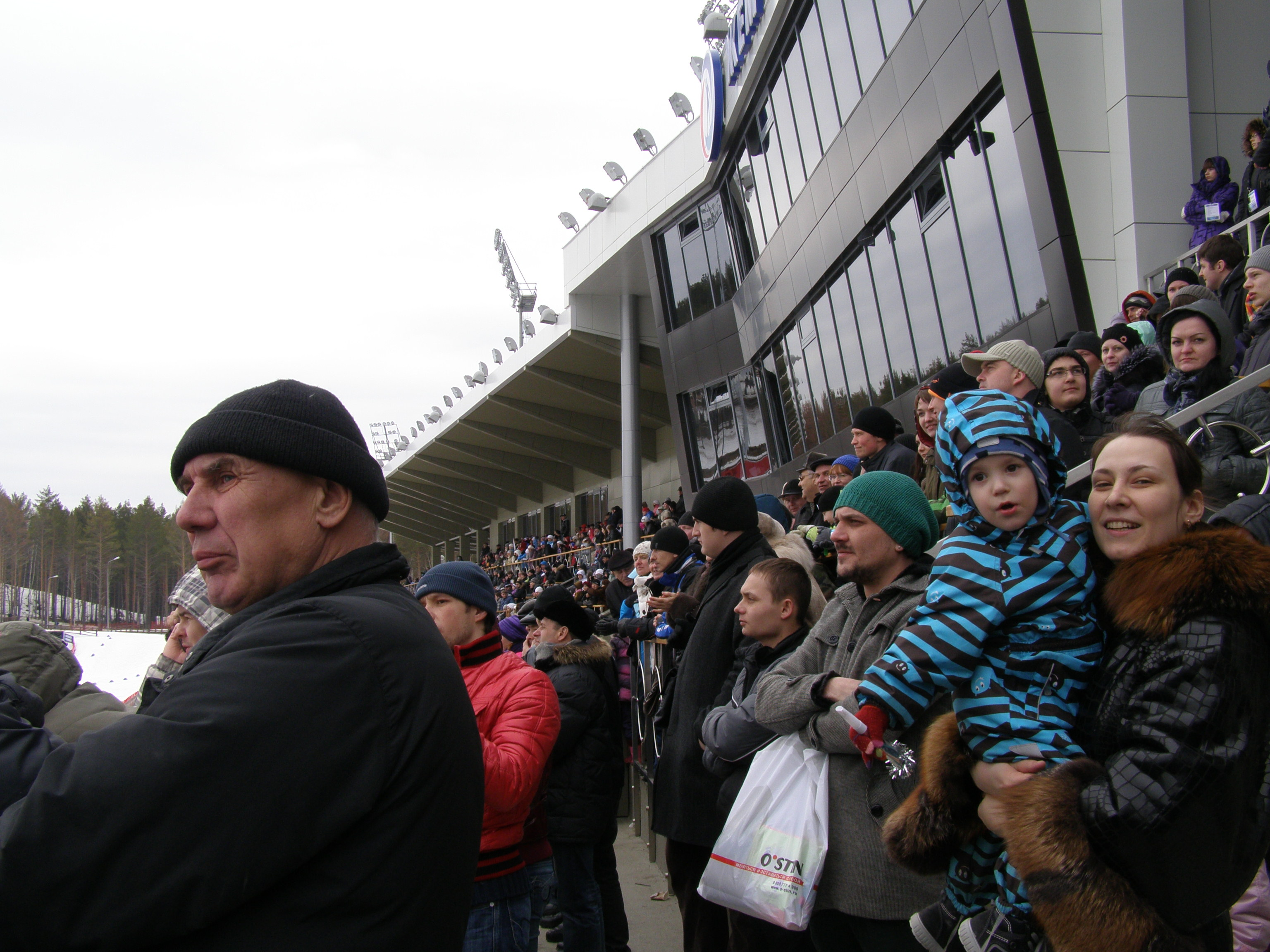
Болельщики на трибунах.

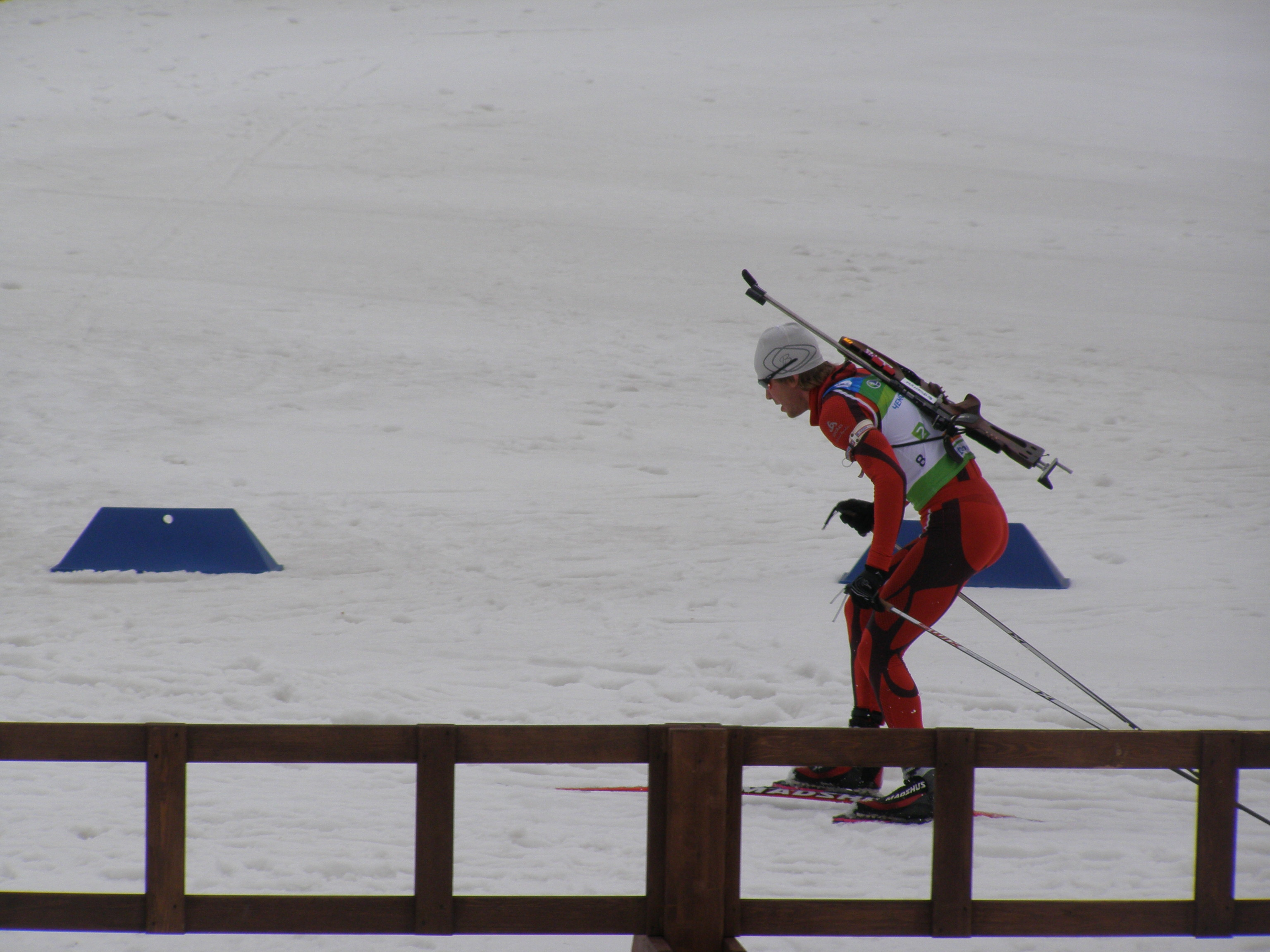
Гонка.

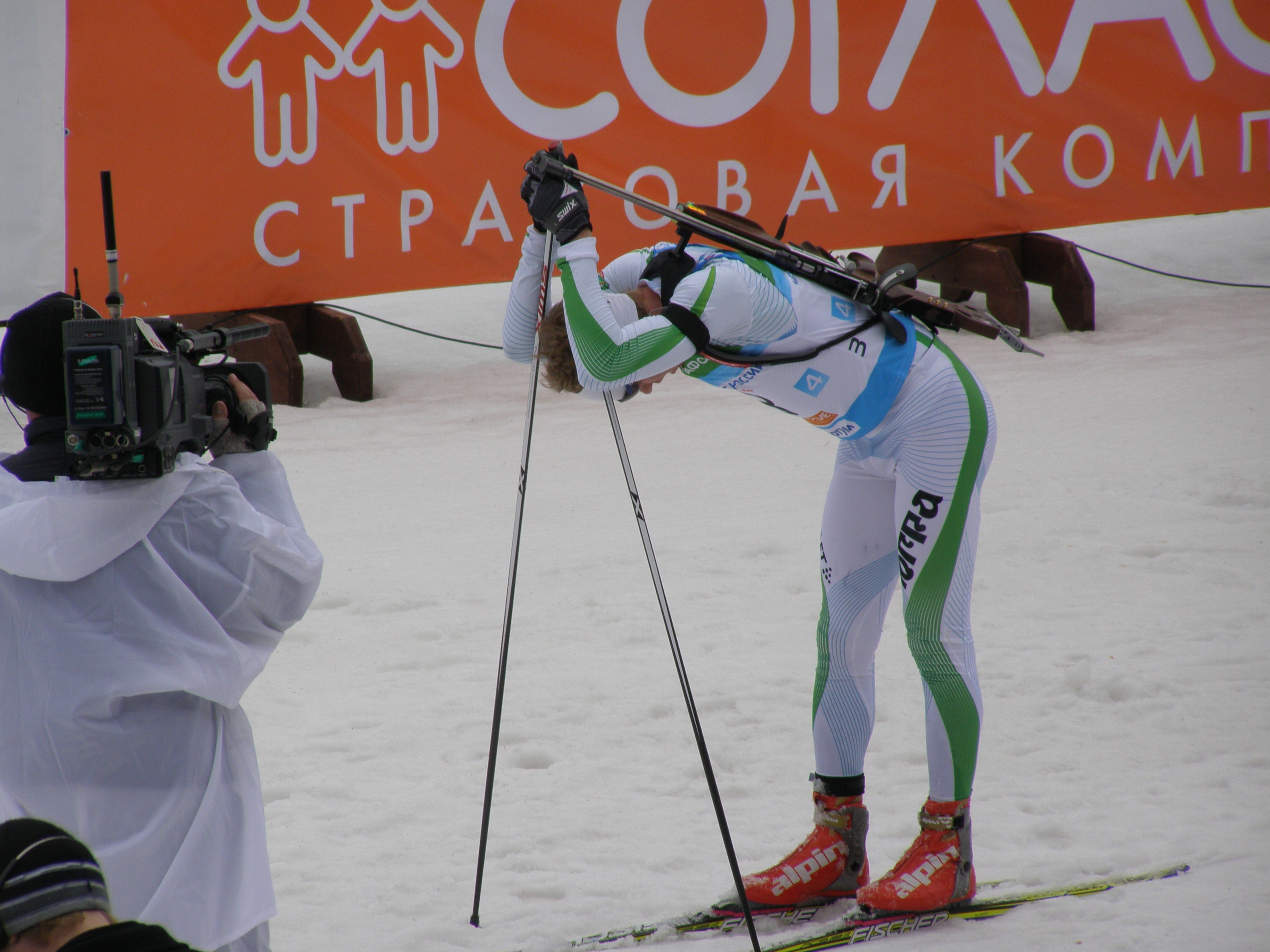
На финише.

Чемпионат России по биатлону сезона 2011/2012 прошёл в несколько этапов с декабря 2011 года по апрель 2012 года. Были разыграны медали в 7-и индивидуальных и 4-х командных дисциплинах. В индивидуальной гонке медали были разыграны 2 раза: в Ижевске (22-23.12.2011) и Увате (24-25.03.2012).

## Этапы
- Ижевск «Ижевская винтовка»

1. Индивидуальная гонка (мужчины, женщины)

- Уфа

1. Спринт (мужчины, женщины)

- Новосибирск

1. Суперпасьют (мужчины, женщины)
2. Командная гонка (мужчины, женщины)

- Красноярск

1. Суперспринт (мужчины, женщины)
2. Патрульная гонка (мужчины, женщины)
3. Смешанная эстафета

- Уват Всероссийские соревнования по биатлону на призы Губернатора Тюменской области

1. Индивидуальная гонка (мужчины, женщины)
2. Гонка преследования (мужчины, женщины)
3. Марафон (мужчины, женщины)

- Тюмень Всероссийские соревнования по биатлону на призы Губернатора Тюменской области

1. Масс-старт (мужчины, женщины)
2. Эстафета (мужчины, женщины)

## Результаты
| Гонка                                                                                           | Мужчины | Женщины |
| Индивидуальная гонка Ижевск 1. 23 декабря 2011 Мужчины: 20 км 2. 22 декабря 2011 Женщины: 15 км | 1. Андрей Соломенников 57:45.2 (0) 2. Артём Ушаков +1.6 (2) 3. Виктор Васильев +25.5 (2) 4. Александр Жирный 5. Алексей Чурин 6. Андрей Веденин Протоколы | 1. Яна Романова 50:01.3 (2) 2. Дарья Виролайнен +5.2 (2) 3. Анна Булыгина +10.1 (2) 4. Валентина Назарова 5. Анастасия Загоруйко 6. Наталья Сорокина Протоколы |
| Спринт Уфа 1. 17 февраля 2012 Мужчины: 10 км 2. 16 февраля 2012 Женщины: 7,5 км                 | 1. Николай Елисеев 25:53.4 (0) 2. Владимир Семаков +1.2 (1) 3. Максим Максимов +9.7 (2) 4. Сергей Баландин 5. Андрей Прокунин 6. Иван Нюняев Протоколы | 1. Анастасия Загоруйко 24:54.9 (1) 2. Евгения Селедцова +26.0 (1) 3. Анна Кунаева +31.9 (2) 4. Анастасия Токарева 5. Екатерина Аввакумова 6. Дарья Новикова Протоколы |
| Суперпасьют Новосибирск 1. 3 марта 2012 Мужчины: 7,5 км 2. 4 марта 2012 Женщины: 6 км           | 1. Дмитрий Ярошенко 21:10.4 (3) 2. Алексей Чурин +7.1 (1) 3. Максим Максимов +28.2 (4) 4. Сергей Баландин 5. Сергей Корастылёв 6. / Александр Огарков Протоколы | 1. Анастасия Токарева 22:13.3 (2) 2. Лариса Кузнецова +5.8 (3) 3. Анна Кунаева +25.0 (4) 4. Мария Демидова 5. Любовь Ермолаева 6. Ольга Абрамова Протоколы |
| Командная гонка Новосибирск 1. 5 марта 2012 Мужчины: 10 км 2. 6 марта 2012 Женщины: 7,5 км      | 1. Москва 26:48.4 (2) (Андрей Прокунин, Дмитрий Русинов, Алексей Слепов, Евгений Петров) 2. Тюменская область-1 +2.5 (5) (Максим Максимов, Никита Мерзляков, Алексей Чурин, Сергей Баландин) 3. Удмуртия-1 +12.6 (4) (Сергей Ватлин, Ростислав Мусалимов, Евгений Шамеев, Дмитрий Кононов) Протоколы                                                                          | 1. Тюменская область-1 23:13.8 (2) (Анастасия Токарева, Анна Сорокина, Лариса Кузнецова, Ирина Трусова) 2. Красноярский край +1:50,6 (2) (Любовь Филимонова, Татьяна Зевахина, Мария Демидова, Анастасия Христолюбова) 3. / Удмуртия/Башкортостан +2:07,5 (3) (Лариса Белослудцева, Ольга Прокопьева, Любовь Ермолаева, Оксана Неупокоева) Протоколы                                                 |
| Патрульная гонка Красноярск 1. 10 марта 2012 Мужчины: 25 км 2. 10 марта 2012 Женщины: 20 км     | 1. Тюменская область 1:10:24.8 (3) (Алексей Чурин, Сергей Баландин, Олег Колодийчук, Дмитрий Елхин, Никита Мерзляков) 2. Новосибирская область +27.1 (2) (Андрей Чурилов, Иван Нюняев, Денис Шишкин, Виталий Колесниченко, Станислав Базеев) 3. Красноярский край +47.5 (3) (Сергей Корастылёв, Александр Шрейдер, Сергей Подобаев, Андрей Тургенев, Дмитрий Дюжев) Протоколы | 1. Тюменская область 1:06:23.2 (4) (Анна Сорокина, Лариса Кузнецова, Ирина Трусова, Дарья Новикова, Ирина Старых) 2. Новосибирская область +36.6 (4) (Галина Нечкасова, Екатерина Смирнова, Елена Архипова, Людмила Шишкина, Анастасия Грушецкая) 3. / Удмуртия/Башкортостан +2:58.9 (2) (Ольга Прокопьева, Оксана Неупокоева, Любовь Ермолаева, Алёна Перевозчикова, Лариса Белослудцева) Протоколы |
| Суперспринт Красноярск 1. 13 марта 2012 Мужчины: 6 км 2. 14 марта 2012 Женщины: 6 км            | 1. Артём Гусев 17:27.6 (2) 2. Сергей Корастылёв +1.7 (2) 3. Алексей Чурин +5.3 (1) 4. Виктор Васильев 5. Дмитрий Ярошенко 6. Иван Нюняев Протоколы | 1. Анна Булыгина 19:27.4 (1) 2. Ирина Старых +10.6 (1) 3. Екатерина Юрьева +31.6 (2) 4. Галина Нечкасова 5. Анна Кунаева 6. Елена Архипова Протоколы |
| Смешанная эстафета Красноярск 1. 15 марта 2012 Женщины: 2x6 км Мужчины: 2x7.5 км                | 1. Мордовия-1 1:26:55.1 (штраф 2) (Анна Кунаева, Нина Рысина, Виктор Васильев, Артём Ушаков) 2. Красноярский-2 +46.3 (штраф 1) (Любовь Филимонова, Татьяна Зевахина, Дмитрий Дюжев, Кирилл Щербаков) 3. Тюменская-3 +1:03.4 (штраф 4) (Анастасия Токарева, Лариса Кузнецова, Александр Мингалёв, Олег Колодийчук) Протоколы                                                   | 1. Мордовия-1 1:26:55.1 (штраф 2) (Анна Кунаева, Нина Рысина, Виктор Васильев, Артём Ушаков) 2. Красноярский-2 +46.3 (штраф 1) (Любовь Филимонова, Татьяна Зевахина, Дмитрий Дюжев, Кирилл Щербаков) 3. Тюменская-3 +1:03.4 (штраф 4) (Анастасия Токарева, Лариса Кузнецова, Александр Мингалёв, Олег Колодийчук) Протоколы                                                                          |
| Индивидуальная гонка Уват 1. 25 марта 2012 Мужчины: 20 км 2. 24 марта 2012 Женщины: 15 км       | 1. Алексей Волков 50:16.3 (0) 2. Андрей Маковеев +11.4 (2) 3. Михаил Боярских +55.5 (1) 4. Тимофей Лапшин 5. / Евгений Петров 6. / Виталий Норицын Протоколы | 1. Анна Богалий-Титовец 48:07.4 (1) 2. Екатерина Юрлова +2.2 (0) 3. Екатерина Глазырина +1:05.8 (2) 4. Наталья Сорокина 5. Екатерина Юрьева 6. Екатерина Аввакумова Протоколы |
| Гонка преследования Уват 1. 27 марта 2012 Мужчины: 12,5 км 2. 26 марта 2012 Женщины: 10 км      | 1. Алексей Волков 34:42.6 (1) 2. Андрей Маковеев +54.0 (5) 3. Михаил Боярских +58.7 (2) 4. Дмитрий Елхин 5. Тимофей Лапшин 6. / Виталий Норицын Протоколы | 1. Екатерина Глазырина 36:00.3 (3) 2. Анна Богалий-Титовец +1:03.2 (3) 3. Екатерина Юрлова +23.3 (4) 4. Ирина Старых 5. Анна Кунаева 6. Марина Коровина Протоколы |
| Марафон Уват 1. 30 марта 2012 Мужчины: 36 км 2. 29 марта 2012 Женщины: 27 км                    | 1. Владимир Семаков 1:33:13.4 (5) 2. Евгений Боярских +57.7 (6) 3. / Алексей Слепов +1:08.8 (11) 4. Дмитрий Ярошенко 5. / Александр Огарков 6. / Станислав Базеев Протоколы | 1. Анастасия Загоруйко 1:26:33.5 (6) 2. / Лариса Кузнецова +39.8 (7) 3. Ольга Вилухина +2:05.5 (7) 4. Марина Коровина 5. Наталья Сорокина 6. Ульяна Денисова Протоколы Архивная копия от 3 января 2014 на Wayback Machine |
| Масс-старт Тюмень 1. 7 апреля 2012 Мужчины: 15 км 2. 7 апреля 2012 Женщины: 12,5 км             | 1. Андрей Маковеев 44:35.2 (1) 2. Алексей Волков +28.9 (1) 3. Сергей Клячин +36.0 (3) 4. Алексей Чурин 5. Владимир Семаков 6. Тимофей Лапшин Протоколы | 1. Дарья Виролайнен 42:37.6 (2) 2. Александра Аликина +14.4 (1) 3. Ирина Старых +41.7 (1) 4. Анна Богалий-Титовец 5. Ульяна Денисова 6. Наталья Сорокина Протоколы |
| Эстафета Тюмень 1. 8 апреля 2012 Мужчины: 4 х 7,5 км 2. 8 апреля 2012 Женщины: 4 х 6 км         | 1. ХМАО 1:37:28.3 (0+8) (Алексей Трусов, Дмитрий Ярошенко, Артём Гусев, Алексей Волков) 2. Тюменская-1 +14.2 (0+7) (Алексей Чурин, Дмитрий Елхин, Сергей Баландин, Андрей Маковеев) 3. Москва-1 +1:20.3 (2+13) (Андрей Прокунин, Сергей Бочарников, Алексей Слепов, Тимофей Лапшин) Протоколы                                                                                 | 1. Тюменская-1 1:29:44.8 (0+4) (Лариса Кузнецова, Александра Аликина, Марина Коровина, Анастасия Загоруйко) 2. Тюменская-2 +1:48.1 (2+8) (Анастасия Токарева, Ирина Трусова, Дарья Новикова, Анна Сорокина) 3. Новосибирская область +3:50.1 (4+14) (Анна Сураева, Анастасия Грушецкая, Галина Нечкасова, Анна Богалий-Титовец) Протоколы                                                            |

## Медали
| Место | Регион                |   |     |     | Всего |
| ----- | --------------------- | - | --- | --- | ----- |
| 1     | Тюменская область     | 8 | 9.5 | 5   | 22.5  |
| 2     | ХМАО                  | 4 | 3   | 2   | 9     |
| 3     | Мордовия              | 3 | 2   | 2   | 7     |
| 4     | Новосибирская область | 1 | 2.5 | 2   | 5.5   |
| 5     | Красноярский край     | 1 | 1   | 2   | 4     |
| 6     | Московская область    | 1 | 1   | 0   | 2     |
| 7     | Свердловская область  | 1 | 0   | 1   | 2     |
| =8    | Саратовская область   | 1 | 0   | 0   | 1     |
| =8    | Омская область        | 1 | 0   | 0   | 1     |
| 10    | Санкт-Петербург       | 0 | 1   | 1   | 2     |
| =11   | Москва                | 0 | 0   | 1.5 | 1.5   |
| =11   | Удмуртия              | 0 | 0   | 1.5 | 1.5   |
| 13    | ЯНАО                  | 0 | 0.5 | 0   | 0.5   |
| =14   | Владимирская область  | 0 | 0   | 0.5 | 0.5   |
| =14   | Башкортостан          | 0 | 0   | 0.5 | 0.5   |